# Paragia venusta
Paragia venusta är en stekelart som beskrevs av Smith 1865. Paragia venusta ingår i släktet Paragia och familjen Masaridae. Inga underarter finns listade i Catalogue of Life.